# Beeston (Bedfordshire)
Beeston – osada w Anglii, w hrabstwie ceremonialnym Bedfordshire, w dystrykcie (unitary authority) Central Bedfordshire. Leży 12 km na wschód od centrum miasta Bedford i 69 km na północ od centrum Londynu.